# Đồng Ruộng
Đồng Ruộng là một xã thuộc huyện Đà Bắc, tỉnh Hòa Bình, Việt Nam.
Xã Đồng Ruộng có diện tích 42,9 km², dân số năm 1999 là 2004 người, mật độ dân số đạt 47 người/km².